# Palos Blancos, Hidalgo
Palos Blancos är en ort i Mexiko.   Den ligger i kommunen San Agustín Tlaxiaca och delstaten Hidalgo, i den sydöstra delen av landet, 80 km norr om huvudstaden Mexico City. Palos Blancos ligger 2 358 meter över havet och antalet invånare är 456.
Terrängen runt Palos Blancos är kuperad. Runt Palos Blancos är det ganska tätbefolkat, med 90 invånare per kvadratkilometer. Närmaste större samhälle är Pachuca de Soto, 16,3 km öster om Palos Blancos. Omgivningarna runt Palos Blancos är i huvudsak ett öppet busklandskap.